# Künstler-Quadrille (1858)
Die Künstler-Quadrille op. 201 ist eine Quadrille von Johann Strauss (Sohn). Sie wurde am 2. Februar 1858 im Sofienbad-Saal in Wien erstmals aufgeführt.